# Bernard Cazeau
Pour les articles homonymes, voir Cazaux.
Bernard Cazeau, né le 27 avril 1939 à Bordeaux, est un docteur en médecine et homme politique français. 
Sénateur de la Dordogne de 1998 à 2020, il rejoint, après avoir été membre du Parti socialiste, La République en marche en 2017.

## Biographie
Médecin de profession à Ribérac, Bernard Cazeau en devient le maire en 1971, fonction qu'il conserve jusqu'en 2001. En 1976, il devient conseiller général du canton de Ribérac et va y être reconduit jusqu'en 2015. Il occupe alors le poste de président du conseil général de la Dordogne de 1994 à 2015, après en avoir été vice-président de 1982 à 1992. De 1977 à 1998, il siège au conseil régional d'Aquitaine dont il est vice-président de 1982 à 1985, sous la présidence de Philippe Madrelle.
Il est sénateur de la Dordogne, élu le 27 septembre 1998 puis réélu le 21 septembre 2008 et le 28 septembre 2014. Lors de cette dernière élection, les deux sénateurs socialistes, Claude Bérit-Débat et lui, conservent leurs sièges avec plus de 55 % des voix au deuxième tour.
Il a été par ailleurs président d'EPIDOR, l'établissement public territorial de bassin de la Dordogne de 1994 à juin 2015. 
En 2015, il ne se représente pas au poste de conseiller départemental et c'est Germinal Peiro qui lui succède à la tête du département. 
Il parraine Emmanuel Macron pour l'élection présidentielle de 2017, puis rejoint son parti, La République en marche, la même année. Au Sénat, il quitte le groupe socialiste pour le groupe La République en marche.
Il ne se représente pas aux élections sénatoriales de 2020.

## Anciens mandats
- Maire de Ribérac de 1971 à 2001.
- Conseiller régional d'Aquitaine de 1977 à 1998.
- Conseiller général du canton de Ribérac de 1976 à 2015.
- 1er vice-président du conseil général de la Dordogne de 1982 à 1992.
- Président du conseil général de la Dordogne de 1994 à 2015.